# FNB Field
Le FNB Field (anciennement le Riverside Stadium, Commerce Bank Park et Metro Bank Park), est un stade de baseball de 6 187 places situé à Harrisburg dans l'État de Pennsylvanie.
Il est officiellement inauguré le 11 avril 1987. C'est le domicile des Senators de Harrisburg, club de niveau AA évoluant en Ligue de l'Est, également la franchise de soccer de la United Soccer League, le Penn FC.

## Histoire
La cérémonie officielle de première pelletée de terre eu lieu le 12 août 1986. La rencontre inaugurale du Riverside Stadium se déroule le 11 avril 1987, les Senators de Harrisburg affronte les Reds du Vermont (en) devant une foule de 4 083 spectateurs. Les Senators perdent la rencontre par un score de 11-5. En 2005 est signé un partenariat avec la société Commerce Bank/Harrisburg. Le stade prend le nom de Commerce Bank Park, appliquant un naming de 15 ans. Puis, le 8 avril 2009 le stade change de nom en Metro Bank Park, la banque prévoit de changer son nom pour Metro Bank cet été. 
Le stade a reçu un budget de rénovation de 45 millions de dollars (dont 18 millions proviennent de financement de l'État) pour des travaux qui devaient débuter en 2005. Cependant des retards dans le financement public du projet ont reporté le lancement de la rénovation jusqu'en 2008.
Le record d'affluence du stade est établie, le 1er septembre 2011, lorsque 8 637 spectateurs lors d'une rencontre entre les Senators de Harrisburg et les Sea Dogs de Portland. Le 15 janvier 2016, le Metro Bank fusionne avec la FNB Corporation (en). Le stade prend le nom de FNB Field, appliquant un naming de 4 ans.
Le Penn FC (anciennement City Islanders de Harrisburg), la franchise de soccer de la United Soccer League, dispute ses rencontres au FNB Field depuis la saison 2016,. Pour la première rencontre, les City Islanders perdent 3-2 contre Louisville City FC devant seulement 2 316 spectateurs le 22 avril 2016.

## Galerie

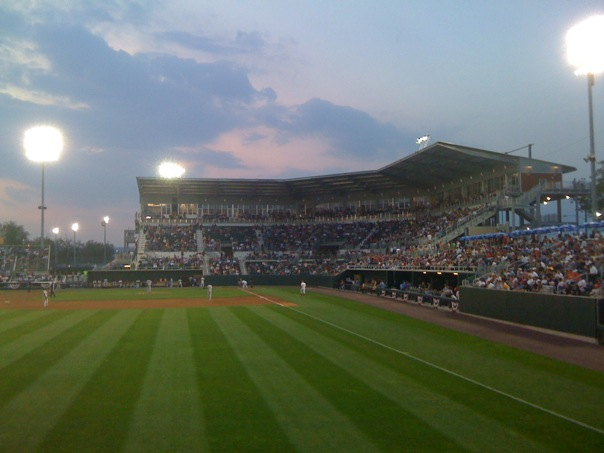
Intérieur du stade
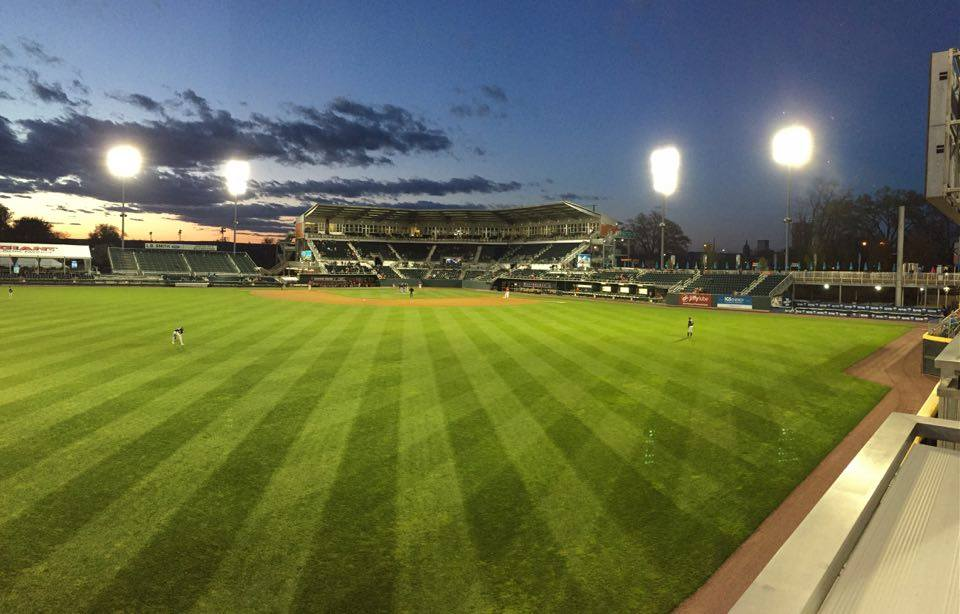
Intérieur du stade